# Імператор Ґо-Рейдзей
Імператор Ґо-Рейдзе́й (яп. 後冷泉天皇, ごれいぜいてんのう, ґо-рейдзей тенно; 28 серпня 1025 — 22 травня 1068) — 70-й Імператор Японії, синтоїстське божество. Роки правління: 7 лютого 1045 — 22 травня 1068. Його ім'я перекладається як «Пізній Рейдзей», тому історики іноді його називають Рейдзей II.
Старший син імператора Ґо-Судзаку. Його матір'ю була Кісі, донька Фудзівари но Мітінаґи, яка померла через 2 дні після його народження. При народженні отримав ім'я Тікахіто. 1036 року йому було надано титул принца. 1037 проведено гемпуку (церемонію повноліття). Невдовзі за цим Тікахіто було оголошено спадкоємцем трону.
1045 року його батько зрікся влади на його користь. Втім фактичне управління державою здійснював його дядько Фудзівара но Йоріміті, що обіймав посаду кампаку.
1051 на півночі спалахнуло потужне повстання пояпоненої емісійської знаті на чолі з родом Абе. Запекла війна тривала до 1063 року, коли повсталі зазнали нищівної поразки. Але це сприяло посиленню родів Мінамото і Кійохара. Останній набув статус на півночі, який до того мав рід Абе.
Під час війни намагався продовжити батьківські намагання щодо перегляду дозволів на сьоени задля поліпшення фінансів та запобігання подальшому ґуртуванню землі у аристократів. Для цього 1055 року видав відповідний наказ. Проте через спротив Фудзівара но Йоріміті, який був власником багатьох сьоенів, цей наказ не досяг бажаного.
1068 року імператор помер, не залишивши прямих спадкоємців трону. Владу отримав його зведений брат — принц Такахіто, що став відомий як імператор Ґо-Сандзьо.